# Ксовриси
Ксовриси (груз. ქსოვრისი) — село в Грузии, на территории Мцхетского муниципалитета края (мхаре) Мцхета-Мтианети.

## География
Село находится в центральной части Грузии, на левом берегу реки Ксани, на расстоянии приблизительно 18 километров (по прямой) к северо-западу от города Мцхета, административного центра края и муниципалитета. Абсолютная высота — 661 метр над уровнем моря.

## Население
По результатам официальной переписи населения 2014 года в Ксовриси проживало 1268 человек (638 мужчин и 630 женщин). В национальной структуре населения грузины составляли 99,7 %.
| Год  | Население, человек |
| ---- | ------------------ |
| 2002 | 1502               |
| 2014 | ↘ 1268             |